# Шумовка (деревня, Шумячский район)
Шумовка — деревня в Шумячском районе Смоленской области России. Входит в состав Озёрного сельского поселения. Население — 74 житель (2007 год). 
Расположена в юго-западной части области на автодороге федерального значения А130 Москва - Малоярославец - Рославль - граница с Республикой Беларусь («Старая Польская» или «Варшавка»). В 0,1 км севернее деревни Шумовка расположен посёлок Шумовка.

## История
В годы Великой Отечественной войны деревня была оккупирована гитлеровскими войсками в августе 1941 года, освобождена в сентябре 1943 года.